# Тадеуш Перемислав Міхал Грохольський
Тадеуш Перемислав[джерело?] Міхал Грохо́льський (або Ґрохольський, пол. Tadeusz Przemysław Michał Grocholski; нар. 3 травня 1839, П'ятничани — пом. 16 липня 1913, Стрижавка) — польський земвлевласник з шляхетного роду Грохольських, граф, громадський діяч, живописець і графік. Брат Марії Грохольської.

## Біографія
Народився 3 травня 1839 року в селі П'ятничанах (нині в межах міста Вінниці). У 1859 році закінчив Санкт-Петербурзьку гвардійську кадетську школу в званні лейтенанта.
Рисунку навчався приватно під час перебування у Санкт-Петербурзі, живопису — у Леона Бонната в Парижі, у Яна Матейка — у Кракові, у Християна Гріпенкерла — у Відні.
Багато подорожував (Франція, Іспанія, Єгипет, Туреччина). Під час подорожей виконував замальовки місцевостей, типів населення. Мешкав у своїх маєтках на Поділлі (П'ятничани, Стрижавка). Був віце-президентом Подільського товариства хліборобів у Вінниці. Організовував сільськогосподарські виставки, заснував селянський банк.
Помер у Стрижавці 16 липня 1913 року.

## Творчість
У 1864—1870 роках працював в Одесі; з 1870 року — в селах під Вінницею. Серед портретів:
- «Я. Дзялинський» (1858);
- «А. Потоцький» (1864);
- «Р.-А. Санґушко» (1875);
- «А. Ґрохольська» (1912);
- типи населення:
  - «Параска», «Варварка», «Катерина», «Панько», «Дівчинка в народному одязі» (усі — 1871);
  - «Українка», «Селянка» (1880-ті).

Писав релігійні образи. Разом із сестрою Марією близько 1874 року намалював вітраж Богоматері Ченстоховської у монастирі кармелітів у Познані.
Оздобив власні маєтки настінними розписами.